# Ectropis atelomeres
Ectropis atelomeres là một loài bướm đêm trong họ Geometridae.